# Vereniging van Gereformeerde Studenten-Nederland
De Vereniging van Gereformeerde Studenten-Nederland, gewoonlijk afgekort tot VGS-Nederland, is een samenwerkingsverband van studentenverenigingen van gereformeerde studenten. Tot 12 mei 2011 bestond dit samenwerkingsverband onder de naam Landelijk Contact Gereformeerde Studentenverenigingen. De precieze grondslagen van de verenigingen verschillen onderling, maar zijn veelal gebaseerd op de Bijbel en de drie formulieren van enigheid. Ook doelstellingen kunnen verschillen, maar behelzen meestal een gericht zijn op het helpen de leden een christelijke invulling aan hun studententijd te geven.
In veel universiteitssteden bevindt zich een VGS. Over het algemeen kenmerken deze verenigingen zich door hun interesse in academische vorming en een behoorlijk actief verenigingsleven. Vele verenigingen kenmerken zich daarnaast door een hoge mate van studentikoziteit. Dit uit zich onder andere in een hoog gehalte aan leden dat op verenigingsavonden in jasje-dasje verschijnt, en een breed scala aan mores en verenigingsliederen. Sommige verenigingen zijn daarentegen informeler van aard.

## Ontstaansgeschiedenis
De verschillende vrijgemaakte verenigingen begonnen te ontstaan vanaf eind jaren 40. In 1944 had een kerkscheuring plaatsgevonden (die bekendstaat als de Vrijmaking), waarbij de gereformeerde kerken uiteen vielen in de zogeheten synodalen en de vrijgemaakten. Dit, en het feit dat steeds meer christelijke studenten hun twijfels hadden bij het verwaterende christelijk gehalte van de bestaande grote vereniging Societas Studiosorum Reformatorum, leidde tot de vorming van de eerste vrijgemaakte verenigingen. In 1947 ontstonden in Amsterdam en Groningen, respectievelijk de V.G.S.A. en de V.G.S.G. "Hendrik de Cock". Vrijgemaakte studenten die gingen studeren, werden vanuit hun kerkverband aangemoedigd om bij de nieuwe verenigingen  lid te worden in plaats van bij S.S.R., zodat ze beschermd bleven tegen de wereldlijke invloed van het studentenleven. De oprichting van andere vrijgemaakte verenigingen, zoals de VGSU en VGSR in 1950, de VGSL 'Franciscus Gomarus' in 1957 en de VGSD in 1961, zou spoedig volgen. Op 5 november 1964 is de VGSW (vereniging gereformeerde studenten te Wageningen) opgericht.

## Openstelling
De V.G.S.A., V.G.S.G. en V.G.S.R. stelden eind jaren 1960 (onder andere de periode van de buitenverbandstelling van wat later de Nederlands Gereformeerde Kerken zou worden) het lidmaatschap open voor niet-vrijgemaakte gereformeerden. In Amsterdam en Groningen leidde dit direct tot de oprichting van nieuwe exclusief-vrijgemaakte verenigingen, G.S.V.A. en GSV.
Alle verenigingen hebben hun exclusief-vrijgemaakte karakter inmiddels opgegeven door het lidmaatschap ook open te stellen voor andere christenen. In 1997 was de VGSL 'Franciscus Gomarus' de eerste vereniging die zich openstelde. De VGSD en VGST gingen in 2008 als laatste VGS-en over tot openstelling.

## Aangesloten verenigingen
Bij VGS-Nederland zijn de volgende tien VGS/GSV-verenigingen aangesloten: 
- VGSR, voluit Vereniging van Gereformeerde Studenten te Rotterdam
- VGSD, voluit Vereniging van Gereformeerde Studenten te Delft
- VGSW, voluit Vereniging van Gereformeerde Studenten te Wageningen
- GSV, voluit Gereformeerde StudentenVereniging te Groningen
- VGST, voluit Vereniging van Gereformeerde Studenten in Twente
- VGSN-TQ, voluit Vereniging van Gereformeerde Studenten te Nijmegen - Thesaurum Quaeritans
- VGSL, voluit Vereniging van Gereformeerde Studenten te Leiden "Franciscus Gomarus"
- VGSU, voluit Vereniging van Gereformeerde Studenten te Utrecht "Ultrajectum"
- Absens Carens, voluit Christelijke HBO-Studentenvereniging Absens Carens Zwolle
- Betula Pubescens (Arnhem)
- Pro Deo, voluit Christelijke HBO-vereniging Pro Deo (Deventer)
- Vis Vitalis, voluit Gereformeerde HBO Vereniging Vis Vitalis (Dronten)
- It Bernlef Ielde, voluit Gereformeerde HBO Vereniging It Bernlef Ielde (Leeuwarden)

## Voormalig aangesloten verenigingen
- FQI, voluit Corpus Studiosorum in Academia Campensi "Fides Quadrat Intellectum" (opgeheven in 2023)[4]
- VGSEi, voluit Vereniging van Gereformeerde Studenten te Eindhoven
- Vegetist, voluit Vereniging van Gereformeerde Tilburgse en Bredase Studenten
- GSVA, voluit Gereformeerde StudentenVereniging te Amsterdam "Petrus Plancius" (opgeheven in 2020)[5]

## PaasCongres
Jaarlijks wordt er rond Pasen door een van de bij VGS-Nederland aangesloten verenigingen een congres georganiseerd dat loopt van donderdag tot zaterdag, het jaarlijkse hoogtepunt voor de VGS-verenigingen. Sinds het begin van de 21e eeuw wordt dit congres gehouden in Bezinningscentrum Emmaus in Helvoirt.

## Gerelateerd
De VGS'en zijn aanwezig in de meeste Nederlandse universiteitssteden. In sommige van deze steden bestaat een aparte studentenvereniging voor studenten aan het HBO. Ook zijn er in steden waar zich alleen maar een Hogeschool bevindt Gereformeerde HBO-verenigingen te vinden. Deze GHBOV's zijn verenigd in het HBOLOOG.